# Phaneta indagatricana
Phaneta indagatricana is een vlinder uit de familie van de bladrollers (Tortricidae). De wetenschappelijke naam van de soort is, als Thiodia indagatricana, voor het eerst geldig gepubliceerd in 1923 door Gerd H. Heinrich. De combinatie in Phaneta werd in 1983 door Powell gemaakt.

## Type
- holotype: "male. 26.VIII.1908. genitalia slide no. 72766"
- instituut: USNM, Smithsonian Institution, Washington, U.S.A.
- typelocatie: "USA, Utah, Utah County, Provo"

## Synoniemen
- Phaneta verecundana Blanchard, 1979 synoniem door D.J. Wright, 2010: 120
  - holotype: male. 15.VIII.1971. leg. A. & M. E. Blanchard. in USNM
  - typelocatie: "USA, Texas, Hemphill County, Canadian"